# Stadio Borg El Arab
Lo stadio Borg El Arab (in arabo ستاد برج العرب‎?, Stād Burj al-ʻArab), noto anche come stadio El Geish di Alessandria (in arabo ستاد الجيش ببرج العرب‎?, Stād al-Jaysh bi-Burj al-ʻArab), è uno stadio calcistico situato a Borg El Arab, in Egitto.
Costruito dal 2005 e inaugurato nel 2007, è situato a 50 km ad ovest di Alessandria d'Egitto. È lo stadio più grande d'Egitto e il terzo stadio più grande d'Africa, con una capienza di 86 000 posti.

## Storia
I lavori di costruzione dello stadio iniziarono nel 2005. Il progetto è degli ingegneri delle Forze armate egiziane. Inizialmente l'impianto rientrava in un ambizioso piano della federcalcio egiziana di dotarsi di 5 stadi di massima categoria per candidarsi ad ospitare il campionato del mondo 2010. Sfumata la possibilità di ospitare il mondiale, la federcalcio egiziana decise di usare l'impianto per ospitare alcune gare del campionato mondiale Under-20 del 2009. 
Ha ospitato la partita inaugurale del Campionato mondiale di calcio Under-20 2009:
- Egitto 4 - 1  Trinidad e Tobago (Gruppo A), 24 settembre 2009

Negli anni a venire nello stadio si sono disputati incontri di CAF Confederation Cup e partite di qualificazione al mondiale di calcio che hanno visto protagonista l'Egitto.